# Unió Nacional Flamenca
La Unió Nacional Flamenca (en neerlandès, Vlaamsch Nationaal Verbond, VNV) fou un partit flamenc nacionalista d'extrema dreta i feixista, però inicialment de caràcter cristià i solidarista. Fou fundat el 1933 per Staf de Clercq i Hendrik Elias.

## Ideologia
D'antuvi era concebut com una organització d'estudiants radicals que ben aviat atrauria la major part del Frontpartij (FP). L'octubre del 1933 se li unirien com a cap de propaganda Raimond Tollenaere, qui editarà el diari Dietsche Volkstaat (Estat Neerlandès) i divideixen les seccions en gowleiders provincials.
En el programa aprovat el 1935 adoptaren la salutació nazi, l'organització paramilitar i el culte a la personalitat del líder. També adoptaren com a fita el desig d'unificació de totes les terres de parla neerlandesa en un Dietschland (amb els deltes del Rin, Mosela i Escalda), però ideològicament era més proper al corporativisme catòlic de l'austríac Engelbert Dollfus, ja que volien un Volkstaat (estat corporatiu basat en la solidaritat nacional), cosa que els donà suport de part del clergue. També rebé més adhesions destacades, com la de Corneel Ward Heymans, diputat del FP per Malines del 1929 al 1932 i editor dels diaris pronazis De Schelde (L'escalda) i Strijd, i de Victor Leemans, qui en serà nomenat secretari d'afers econòmics. A diferència d'altres grups, els dirigents de la VNV no rebutjaven el parlamentarisme i d'antuvi eren hostils a les accions paramilitars.

## Activitats abans de la guerra
A les eleccions del 8 d'octubre del 1936 els grups feixistes flamencs, agrupats en la plataforma Vlaams Nationaal Block, obtingueren el 13% dels vots i 16 diputats (12 per la VNV, entre ells De Clercq i Tollenaere) que es repetiren a les del 1939 (15% i 17 diputats). Però, malgrat els bons resultats, augmentaria la deriva vers el paramilitarisme. El 28 d'octubre del 1936 Victor Leemans crearia l'Arbeidsorde, organització corporativista, mentre al voltant del diari Vlaanderen-Jong Dietschland s'agrupà el sector més pronazi de la VNV (Tollenaere, Gehrard Romsée, Ward Hermans, Leo Wouters), apologètics d'Adolf Hitler, i que s'oposaven als moderats Elias i De Clercq.
Des del 1937, la VNV fou finançada per Berlín amb motius estratègics, i la seva cúpula adoptaria un protofeixisme confús, alhora que intensificava els contactes amb el partit nazi holandès MSB d'Anton Mussert. Però havia heretat bona part dels quadres i de l'organització del FP, cosa que li donava el suport de bona part de la classe mitjana i dels camperols.

## La VNV i l'ocupació
Quan el Tercer Reich va ocupar Bèlgica el 1940, la posaren sota un règim d'ocupació dirigit per Alexander von Falkenhausen, cap de la Wehrmacht. Aquest va cercar suport entre els grups nacionalistes flamencs, però la VNV desconfiava dels nazis i proposava el Dietschland. Tot i així, d'antuvi els nazis es recolzaren en la VNV per tal de reclutar entre els seus 30.000 afiliats d'aleshores una base de funcionaris lleials per tal d'implantar una nova administració.
Von Falkenhausen va donar administració separada a Flandes, hi posà com a governador a Raederer, qui nomenà com a secretari d'interior Gehrard Romsée, de treball a Hendrick de Man i de propaganda a Paul Colin. Hendrik Elias obté l'alcaldia de Gant i Victor Leemans esdevé cap del Departament de Pesos i Mesures. Staf de Clercq aprofità la situació per crear a Militaire Organisatie, amb suport de l'Abwehr i adoptà el títol d'Algemeen Leider (líder general).
Durant el 1941 De Clercq signà un acord amb el SS Hauptstrumpführer per tal de crear una Legioen Vlaanderen, per a lluitar amb els nazis però sense diluir-se, i alhora desfer-se dels SS Vlaanderen, que li disputaven el poder, raó per la qual permeté el reclutament de treballadors belgues. Però els nazis, el 5 de maig del 1941, decretaren la fusió de VNV i Verdinaso en l'Einheidsbeweging VNV (Moviment d'Unitat VNV), que es declararà incompatible amb l’Algemeene SS. Reimond Tollenaere serà el cap de la milícia paramilitar Dietsche Militie-Zwarte Brigade (Milícia Neerlandesa-Brigada Negra).
Però el 6 d'agost Reimond Toellenare marxaria a Alemanya amb la Legioen Vlaanderen i va morir al front rus el 22 de gener del 1942. I Staf de Clerq va morir també a Rússia 22 d'octubre del 1942. Fou nomenat cap del grup Hendrik Elias, més fàcilment manipulable pels nazis, encara que Heinrich Himmler i Gottlieb Berger el consideraven un obstacle per a la germanització total de Flandes, ja que la seva visió de l'estat era més corporativa i cristiana que no pas nacionalsocialista.
El 13 de setembre de 1943 el cap militar von Falkenhausen fou substituït pels caps SS Josef Grohe i Richard Jungclaus, no tan comprensius amb la qüestió flamenca, raó per la qual la VNV s'oposà al reclutament de joves flamencs per a les Waffen SS, i acaba retirant el suport als nazis, alhora que molts caps de la VNV es rebel·laren contra els SS al front oriental.

## La postguerra
Després de la Segona Guerra Mundial, la VNV fou dissolta i els seus militants foren perseguits sota l'acusació de col·laboració. Hendrik Elias fou arrestat el 1945 i condemnat a mort el 1947, però li fou commutada el 1951 i alliberat el 1959; també ho fou Ward Hermans, qui seria alliberat el 1955; Gehrard Romsée també fou condemnat a mort i li fou commutada la pena. Victor Leemans fou alliberat el 1947 i esdevingué diputat pel Partit Popular Cristià Belga, on també hi militaren els ex VNV i col·laboracionistes Jon Custers (comissari per a la reconstrucció) i Emile de Witte (responsable d'avituallament en el ministeri d'agricultura).
Els sectors més radicals militaren en futurs partits d'extrema dreta com Concentració Flamenca (Vlaamse Concentratie), fundat el 1946, i les societats Hertog Jan van Brabant i Broederband, d'antics militants, formades el 1956. Més tard inspirarien grups com l'Orde Militar Flamenca (Vlaamse Militanten Orde) o el Moviment Social Flamenc.

## Resultats electorals
| Any  | Vots    | Vots | Escons   | Escons | Pos. | Govern |
| Any  | #       | %    | #        | ±      | Pos. | Govern |
| ---- | ------- | ---- | -------- | ------ | ---- | ------ |
| 1936 | 166,737 | 7.06 | 16 / 202 | Nou    | 5è   |        |
| 1939 | 164,253 | 8.40 | 17 / 202 | 1      | 4t   |        |